# Hammarby distrikt
Hammarby distrikt är ett distrikt i Upplands Väsby kommun och Stockholms län. 
Distriktet ligger i och norr om Upplands Väsby.

## Tidigare administrativ tillhörighet
Distriktet inrättades 2016 och utgörs av socknen Hammarby, efter utbrytningar 1952, i Upplands Väsby kommun.
Området motsvarar den omfattning Hammarby församling hade vid årsskiftet 1999/2000.